# Panorama City
Panorama City est un quartier de la ville de Los Angeles, situé dans la vallée de San Fernando.
En 2010, la population du quartier était de 66 149 habitants dont  48 % d'Hispaniques ou Latinos-Américains.

## Démographie
Le Los Angeles Times considère le quartier comme modérément diverse du point de vue ethnique, 70,1 % de la population étant hispanique, 11,5 % asiatique, 11,5 % blanche non hispaniques, 4,3 % afro-américaine et 2,2 % appartenant à une autre catégorie ethno-raciale.

## Personnalités liées
- George Chandler, acteur américain, y est né en 1898.
- Kirk Cameron, acteur américain, y est né en 1970.
- Hopsin, rappeur américain, y est né en 1985.